# Rogatoire opdracht
Een rogatoire opdracht is een schriftelijk verzoek van de ene gerechtelijke instantie aan de andere om een specifieke onderzoeksmaatregel uit te voeren binnen haar rechtsgebied. Het begrip is vooral bekend uit grensoverschrijdende strafzaken, maar bestaat evengoed in een nationale civiele context. In het verleden konden rechtbanken elkaar niet direct contacteren en zonden ze dergelijke verzoeken via diplomatieke kanalen, wat vaak grote vertraging opleverde.
In strafzaken zijn rogatoire opdrachten een bijzondere vorm van rechtshulp, gericht op het verzamelen van bewijsmateriaal. Doorgaans gaat het om de toezending van bewijsstukken of het verhoren van verdachten en getuigen. Ook bijzondere onderzoeksmaatregelen zoals beslag, afluistering en huiszoeking kunnen worden aangevraagd. De aanwezigheid van de aanvragende autoriteit en haar eventuele actieve deelname, vergt veelal toestemming geval per geval. In dit verband behoort een detachering van politionele of gerechtelijke ambtenaren tot de mogelijkheden.

## België
In België spreekt het Gerechtelijk Wetboek, dat in deze het gemeen recht vormt, over een 'ambtelijke opdracht' (commission rogatoire). Deze opdrachten kunnen enkel aan een rechter van gelijke of lagere graad worden gericht en mogen niet worden geweigerd. Het Wetboek van Strafvordering bevat enkele bijzondere bepalingen. Voor uitlevering en voor internationale inbeslagnames en verbeurdverklaringen bestaan er bijzondere wetten.

## Verdragen
Naast allerlei bilaterale verdragen zijn de belangrijkste teksten voor België en Nederland:
- Beneluxverdrag van 27 juni 1962 aangaande de uitlevering en de rechtshulp in strafzaken (BUV)
- Europees Verdrag van 20 april 1959 aangaande de wederzijdse rechtshulp in strafzaken (ERV), het Aanvullend Protocol van 17 maart 1978 en het Tweede Aanvullend Protocol van 8 november 2001
- Overeenkomst van 20 mei 2000 betreffende wederzijdse hulp in strafzaken tussen de lidstaten van de Europese Unie en het Protocol van 16 oktober 2001
- UN Model Treaty of 14 December 1990 on Mutual Assistance in Criminal Matters and Optional Protocol of 14 December 1990
- Verdrag van 15 november 2000 tegen transnationale georganiseerde misdaad, en aanvullend protocollen (migrantensmokkel, mensenhandel, vuurwapenhandel)
- Convention of 15 November 1965 on the Service Abroad of Judicial and Extrajudicial Documents in Civil or Commercial Matters
- Convention of 18 March 1970 on the Taking of Evidence Abroad in Civil or Commercial Matters

## Voetnoten
1. ↑  Met name artt. 11, 873 en 874 Ger.W.
2. ↑  Art. 83, 84, 85 en 89bis Sv.
3. ↑  Resp. de Uitleveringswet van 15 maart 1874 en de Wet van 20 mei 1997 betreffende de internationale samenwerking inzake de tenuitvoerlegging van inbeslagnemingen en verbeurdverklaringen